# Xestospongia caminata
Xestospongia caminata är en svampdjursart som beskrevs av Gustavo Pulitzer-Finali 1986. Xestospongia caminata ingår i släktet Xestospongia och familjen Petrosiidae.
Artens utbredningsområde är Jamaica. Inga underarter finns listade i Catalogue of Life.